# Duingebied van Corrubedo en lagunes van Carregal en Vixán
Het Duingebied van Corrubedo en lagunes van Carregal en Vixán (Galicisch: Complexo dunar de Corrubedo e lagoas de Carregal e Vixán; kort: Duingebied van Corrubedo) is een natuurpark aan de Atlantische kust van Spanje. Het duingebied ligt in de provincie A Coruña, meer bepaald in het uiterste zuiden van het schiereiland Barbanza. Het is een van de zes natuurparken onder toezicht van de autonome regio Galicië.